# Satoru Sakuma
Satoru Sakuma (japanisch 佐久間 悟 Sakuma Satoru; * 7. Juli 1963 in der Präfektur Tokio) ist ein ehemaliger japanischer Fußballspieler.

## Karriere
Sakuma erlernte das Fußballspielen in der Schulmannschaft der Josai University Kawagoe High School und der Universitätsmannschaft der Komazawa-Universität. Seinen ersten Vertrag unterschrieb er 1986 bei NTT Kanto (heute: Omiya Ardija). Ende 1991 beendete er seine Karriere als Fußballspieler.
Im August 2007 wurde Sakuma Trainer von Omiya Ardija. Im August 2011 wurde Sakuma Trainer von Ventforet Kofu. Am Ende der Saison 2011 stieg der Verein in die J2 League ab. Im Mai 2015 wurde Sakuma Trainer von Ventforet Kofu.